# Esteban Courtalón
Esteban Pablo Courtalón (nacido el 21 de julio de 1940) es un director de fotografía argentino.
Nacido en Santa Fe, Argentina, Courtalón trabajó en unas 20 películas en el cine argentino desde 1965 como El Acomodador (1975), Eversmile, New Jersey (1989) y Alambrado en 1991.

## Filmografía
Director de fotografía
- Sub terra (2003)
- Cicatrices (2001)
- Ladrón y su mujer, Un (2001)

- Entusiasmo, El (1998)
- Pasos de baile (1997)
- Siempre es difícil volver a casa (1992)
- Alambrado (1991)
- Última siembra, La (1991)
- Eversmile, New Jersey (1989)
- Kindergarten (1989)
- En el nombre del hijo (1987)
- Memorias y olvidos (1987)
- Película del rey, La (1986)
- Reinaldo Solar (1986)
- El juguete rabioso (1984)
- Boda, La (1982)
- Acomodador, El (1975)
- Palo y hueso (1968)
- Después de hora (1965)

+Casas de fuego 1995
+Un Ladrón y su Mujer 2001
+Padre Nuestro 2006
+Chile Puede 2008